# Hautevelle
Hautevelle ist eine Gemeinde im französischen Département Haute-Saône in der Region Bourgogne-Franche-Comté.

## Geographie
Hautevelle liegt auf einer Höhe von 262 m über dem Meeresspiegel, acht Kilometer westnordwestlich von Luxeuil-les-Bains und etwa 26 Kilometer nordnordöstlich der Stadt Vesoul (Luftlinie). Das Dorf erstreckt sich im nördlichen Teil des Departements, an leicht erhöhter Lage am nördlichen Rand der Talebene der Lanterne.
Die Fläche des 7,78 km² großen Gemeindegebiets umfasst einen Abschnitt der leicht gewellten Landschaft im Bereich der Lanterne. Der zentrale Teil des Gebietes wird von einer breiten Mulde eingenommen, die sich in West-Ost-Richtung erstreckt. Sie wird von der Rôge durchflossen, die östlich des Dorfes zum 24 ha großen Étang du Beuchot aufgestaut wird. Die Alluvialniederung liegt auf durchschnittlich 240 m und weist eine Breite von rund zwei Kilometern auf. Sie wird überwiegend landwirtschaftlich genutzt.
Gegen Norden steigt das Gelände sanft zu den bewaldeten Höhen der Grandes Revenues (316 m) an, welche die Wasserscheide zum Tal der Semouse bilden. Sie bestehen aus einer Wechsellagerung von sandig-mergeligen und kalkigen Sedimenten, die während der Lias (Unterjura) abgelagert wurden. An einigen Orten tritt auch Muschelkalk der mittleren Trias zutage. Südlich der Mulde leitet eine ungefähr 60 m hohe Geländestufe zur bewaldeten Höhe des Bois la Dame über. Sie ist aus Buntsandstein der Untertrias aufgebaut. Mit 334 m wird hier die höchste Erhebung von Hautevelle erreicht.
Zu Hautevelle gehört der Weiler Le Beuchot (247 m) am westlichen Ufer des Étang du Beuchot. Nachbargemeinden von Hautevelle sind Saint-Loup-sur-Semouse im Norden, Fontaine-lès-Luxeuil und Luxeuil-les-Bains im Osten, Breuches und Ormoiche im Süden sowie Francalmont im Westen.

## Geschichte
Überreste aus gallorömischer Zeit weisen auf eine sehr frühe Besiedlung des Gebietes hin. Erstmals urkundlich erwähnt wird Hautevelle als Alta Villa im Jahr 1256. Aus späterer Zeit sind die Bezeichnungen Auteville (1362), Autevelle (1442) und Altevelle (1481) überliefert. Der Ortsname leitet sich von den lateinischen Wörtern alta (hoch) und villa (Landgut) ab. Im Mittelalter gehörte Hautevelle als Enklave in der Freigrafschaft Burgund zum Barrois. Es war dem Gebiet von Saint-Loup zugeteilt, das den Herren von Faucogney unterstand. Hautevelle war Standort eines 1407 erwähnten kleinen Benediktinerpriorats. Im Weiler Le Beuchot befand sich seit dem 17. Jahrhundert ein Hochofen.

## Sehenswürdigkeiten

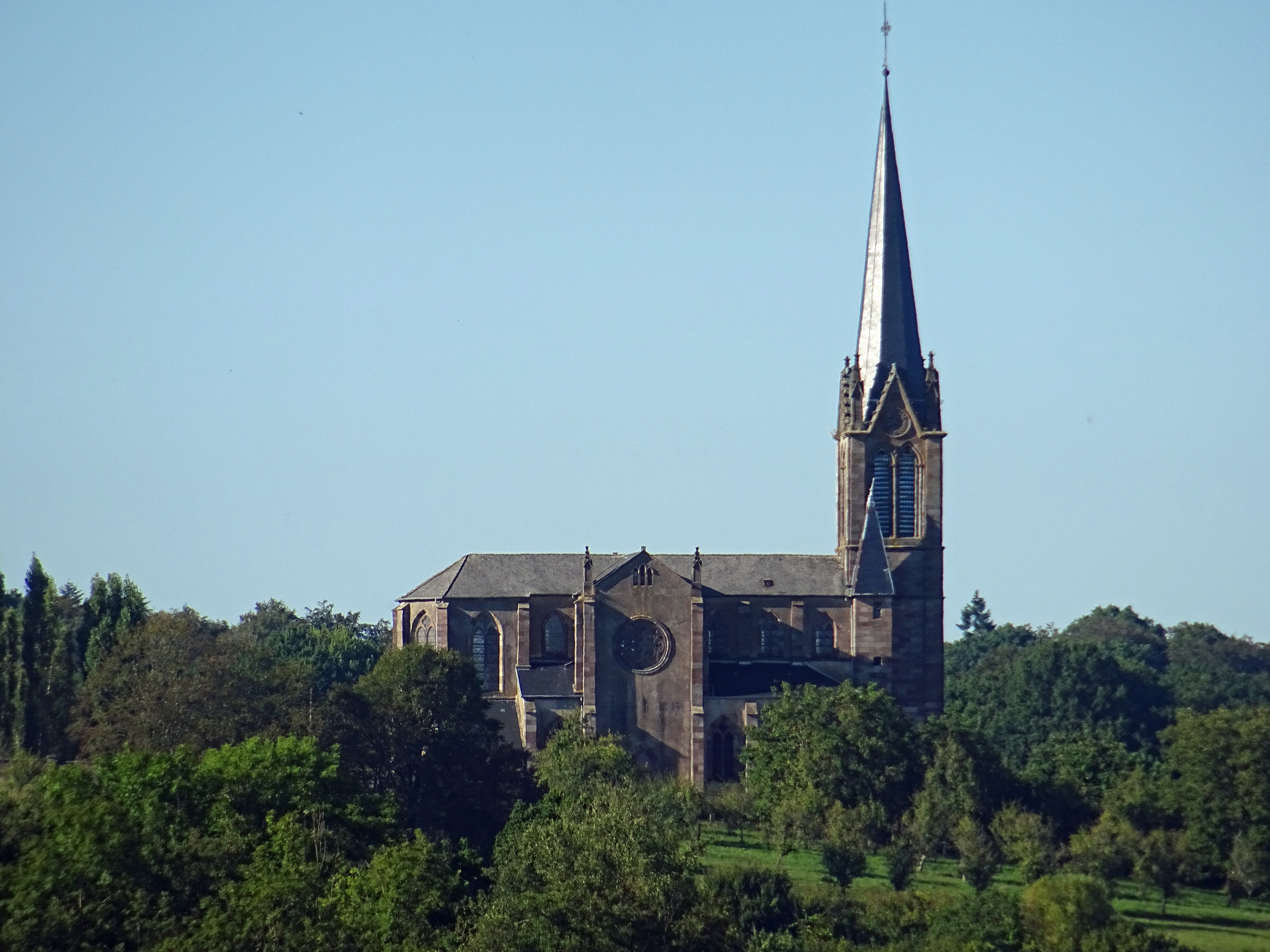
Kirche Saint-Didier

Die Kirche Saint-Didier wurde 1874 im neugotischen Stil neu erbaut. Sie beherbergt zwei Altäre (18. Jahrhundert), Statuen aus dem 17. Jahrhundert und einen silbernen Reliquienschrein (18. Jahrhundert). Die ehemalige Einsiedelei La Logeotte wurde zu einem Bauernhof umgebaut.

## Bevölkerung
| Jahr                       | 1962 | 1968 | 1975 | 1982 | 1990 | 1999 | 2006 |
| Einwohner                  | 342  | 300  | 296  | 319  | 251  | 259  | 248  |
| Quellen: Cassini und INSEE |      |      |      |      |      |      |      |

Mit 253 Einwohnern (1. Januar 2022) gehört Hautevelle zu den kleinen Gemeinden des Département Haute-Saône. Nachdem die Einwohnerzahl in der ersten Hälfte des 20. Jahrhunderts deutlich abgenommen hatte (1881 wurden noch 624 Personen gezählt), wurden seit Beginn der 1990er Jahre nur noch geringe Schwankungen verzeichnet.

## Wirtschaft und Infrastruktur
Hautevelle war bis weit ins 20. Jahrhundert hinein ein vorwiegend durch die Landwirtschaft (Ackerbau, Obstbau und Viehzucht) und die Forstwirtschaft geprägtes Dorf. Heute gibt es einige Betriebe des lokalen Kleingewerbes. In Le Beuchot befindet sich eine Drahtfabrik, die aus einem Schmiedewerk hervorging. In den letzten Jahrzehnten hat sich das Dorf zu einer Wohngemeinde gewandelt. Viele Erwerbstätige sind deshalb Wegpendler, die in den größeren Ortschaften der Umgebung ihrer Arbeit nachgehen.
Die Ortschaft liegt abseits der größeren Durchgangsachsen an einer Departementsstraße, die von Saint-Loup-sur-Semouse nach Breuches führt. Weitere Straßenverbindungen bestehen mit Fontaine-lès-Luxeuil und Francalmont.